# بوشی
بوشی (به ژاپنی: 武士 Bushi)، اصطلاحی است ژاپنی و در لغت به معنای جنگجوی نجیب‌زاده‌است.
این اصطلاح اولین بار در کتاب تاریخ ژاپن شوکو نیهونگی نوشته شده‌است که در دوره هی‌آن، حدود سال ۸۰۰ میلادی نوشته شده‌است. این اصطلاح از "ووشی" چینی (武士، "wǔshì") آمده‌است.
بوشی و سامورایی اغلب اشتباه گرفته می‌شوند، اما با دوره‌ها و عملکردهای مختلف مطابقت دارند.
بوشی‌ها سوارکارهای زرهی بودند که سلاح اصلی آنها کمان بود.